# Semaeopus plumbeostrota
Semaeopus plumbeostrota là một loài bướm đêm trong họ Geometridae.